# Leonid Andriejew
Leonid Nikołajewicz Andriejew (ros. Леонид Николаевич Андреев, ur. 9 sierpnia?/21 sierpnia 1871 w Orle, zm. 12 września 1919 w Mustamäki lub w Riepinie) – rosyjski pisarz, dramaturg, dziennikarz. Jest uznawany za jednego z najwybitniejszych przedstawicieli okresu srebrnego wieku (1893–1921) w literaturze rosyjskiej i prekursora ekspresjonizmu w literaturze rosyjskiej.

## Życiorys

### Dzieciństwo
Leonid Nikołajewicz Andriejew urodził się 9 (21) sierpnia w Orle w 1871 roku na ulicy Puszkarskiej. Jego ojciec, Nikołaj Iwanowicz był synem przywódcy szlachty i pańszczyźnianej chłopki; matka, Anastasija Nikołajewna wywodziła się z rodziny zbankrutowanego polskiego właściciela ziemskiego. Rodzina ówcześnie ledwo wydostała się z nędzy: geodeta-taksator Andriejew otrzymał posadę w banku, zdobył dom i zaczął zagospodarowywać się. Nikołaj Iwanowicz był nieprzeciętną postacią: „puszkarze, porozbijane głowy”, poważali go za nadzwyczajną siłę fizyczną i poczucie sprawiedliwości, które pozostawało niezachwiane nawet podczas jego słynnych pijackich psot i regularnych bójek. Leonid Andriej tłumaczył później twardość swojego charakteru (jak i ciąg do alkoholu) dziedzicznością ze strony ojca, podczas gdy swoje twórcze zdolności całkowicie odnosił do macierzyńskiej linii. Anastasija Nikołajewna, z domu Paczkowska, chociaż pochodziła, jak się sądzi, ze zrusyfikowanego i zbiedniałego polskiego szlacheckiego rodu, była kobietą prostą i mało wykształconą. Zasadniczą jej zaletą była żarliwa miłość do dzieci, a zwłaszcza do pierworodnego dziecka – Lenuszy; i miała jeszcze zamiłowanie do fantazjowania: w jej opowiadaniach nikt nie potrafił oddzielić prawdy od bajek.
Dzieciństwo Leonid pamięta jako „jasne i beztroskie”. W wieku sześciu lat nauczył się czytać „i czytał nadzwyczaj wiele, wszystko, co wpadało pod rękę”.

### Młodość
Uczył się w orłowskim klasycznym gimnazjum (1882–1891) i, według własnej notatki w niewielkiej autobiografii („Żurnał dla wsiech”, 1903, № 1) „uczył się kiepsko, w siódmej klasie cały rok nosił miano najgorszego ucznia i za sprawowanie otrzymywał oceny nie wyższe niż cztery, a czasami trzy”. Już w gimnazjum Andriejew odkrył w sobie dar słowa: przepisując zadanka od przyjaciół, w zamian pisał za nich wypracowania, z pasją zmieniając styl. Owa skłonność do stylizacji przejawiła się potem również w próbach literackich, kiedy, analizując utwory znanych pisarzy, starał się podszywać „pod Czechowa”, „pod Garszyna”, „pod Tołstoja”. Ale w latach gimnazjalnych Andriejew nie myślał o pisarstwie i na serio zajmował się tylko rysowaniem. Jednakże w Orle nie było żadnych możliwości, by uczyć się malarstwa, i przez to „cała rzecz ograniczyła się do bezpłodnego dyletantyzmu”. I potem nieraz martwił się znany już pisarz z powodu swojego nierozwiniętego talentu artysty malarza, – talentu, który raz po raz zmuszał go do rzucania pióra i chwytania za pędzel lub ołówek. Czytał bardzo dużo, głównie beletrystykę. Ogromne wrażenie zrobiło na nim „Na czym polega moja wiara” Tołstoja. Wgryzał się także w Hartmanna i Schopenhauera; tego ostatniego przestudiował bardzo dokładnie, robiąc z niego duże wyciągi i sporządzając rozległe konspekty, a „Świat jako wola i przedstawienie” przez długie lata pozostawała jedną z najukochańszych jego książek i wywarła widoczny wpływ na jego twórczość.
Pod wpływem wymienionych dzieł, w wieku 15–16 lat zaczął do takiego stopnia zadręczać się „przeklętymi pytaniami”, że pragnąc wypróbować „los”, położył się na tory. „Los” okazał się łaskawy. Parowóz miał tym razem wysoko podniesione palenisko i pociąg, który przemknął nad młodzieńcem, nie wyrządził mu krzywdy.
W wieku siedemnastu lat Andriejew zrobił w swoim dzienniku doniosły zapis, znany z opowiadania W. W. Brusianina. Przyszły beletrysta obiecał sobie, że „swoim pisaniem zburzy i moralność, i ustalone ludzkie stosunki, zburzy miłość i religię i zakończy swoje życie wszechzniszczeniem”.

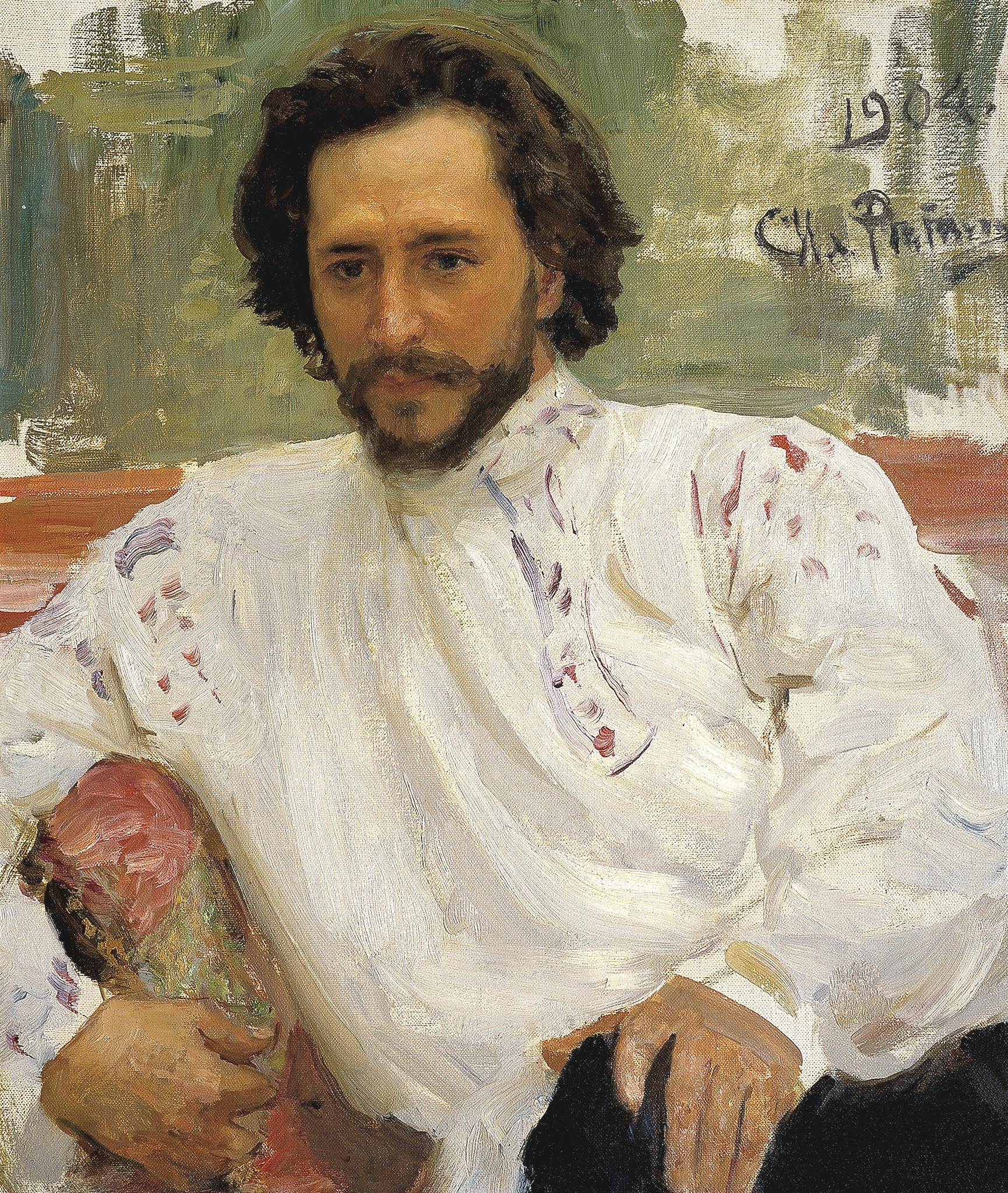
Porter L. Andriejewa (Ilja Riepin, 1904)

W starszych klasach gimnazjum zaczęły się niezliczone miłosne zauroczenia Andriejewa. Zresztą, słowo „zauroczenia” nie oddaje wyobrażenia o tej fatalnej sile, którą odczuwał on w sobie i wokół siebie od wczesnej młodości do samego ostatniego dnia. Miłości, jak i śmierć, odczuwał subtelnie i przenikliwie, do chorobliwości. „Tak jak dla jednych niezbędne są słowa, dla innych praca lub walka, tak dla mnie niezbędna jest miłość, – notował L. Andriejew w swoim dzienniku. – Jak powietrze, jak jedzenie, jak sen – miłość stanowi niezbędny warunek mojego ludzkiego istnienia”.
Ukończywszy gimnazjum, Andriejew wstąpił na wydział prawa Uniwersytetu Petersburskiego. Do tego czasu materialne położenie rodziny nadzwyczaj pogorszyło się. Ojciec umarł i trzeba było bardzo cierpieć biedę, nawet głodować. Na ten temat zostało napisane pierwsze opowiadanie – o głodnym studencie „W chłodzie i złocie” (czas. „Gwiazda”, 1892, nr. 16). Płakałem, kiedy je pisałem, a w redakcji, kiedy mi zwracano rękopis, śmiali się”.
W latach 1891–1892 przejazdem bywał w Moskwie.
W 1893 r., usunięty za niezapłacenie z Uniwersytetu Petersburskiego, przeniósł się na wydział prawa Uniwersytetu Moskiewskiego, gdzie „materialnie powodziło się lepiej”: pomagali koledzy i komitet”. Jednak „w innych miejscach” on „z dużą przyjemnością wspomina petersburski uniwersytet”. Przy tym, zgodnie z przepisami, zobowiązuje się „nie brać udziału ani w jakichś organizacjach, jak, na przykład, ziomkostwa i temu podobne, ani nie wstępować nawet do dozwolonych prawem organizacji, bez zezwolenia na to w każdym poszczególnym wypadku pobliskich władz”.

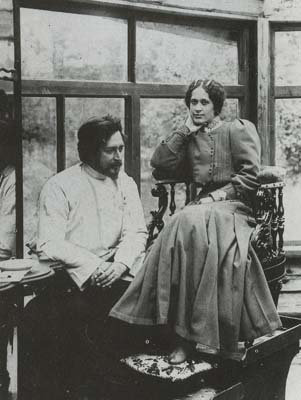
Z żoną, 1903 rok

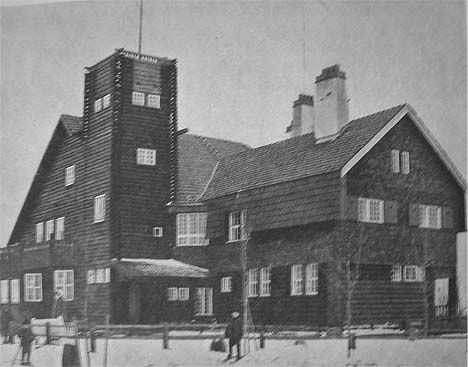
Willa „Zaliczka”, należąca do L. Andriejewa (nie zachowała się)

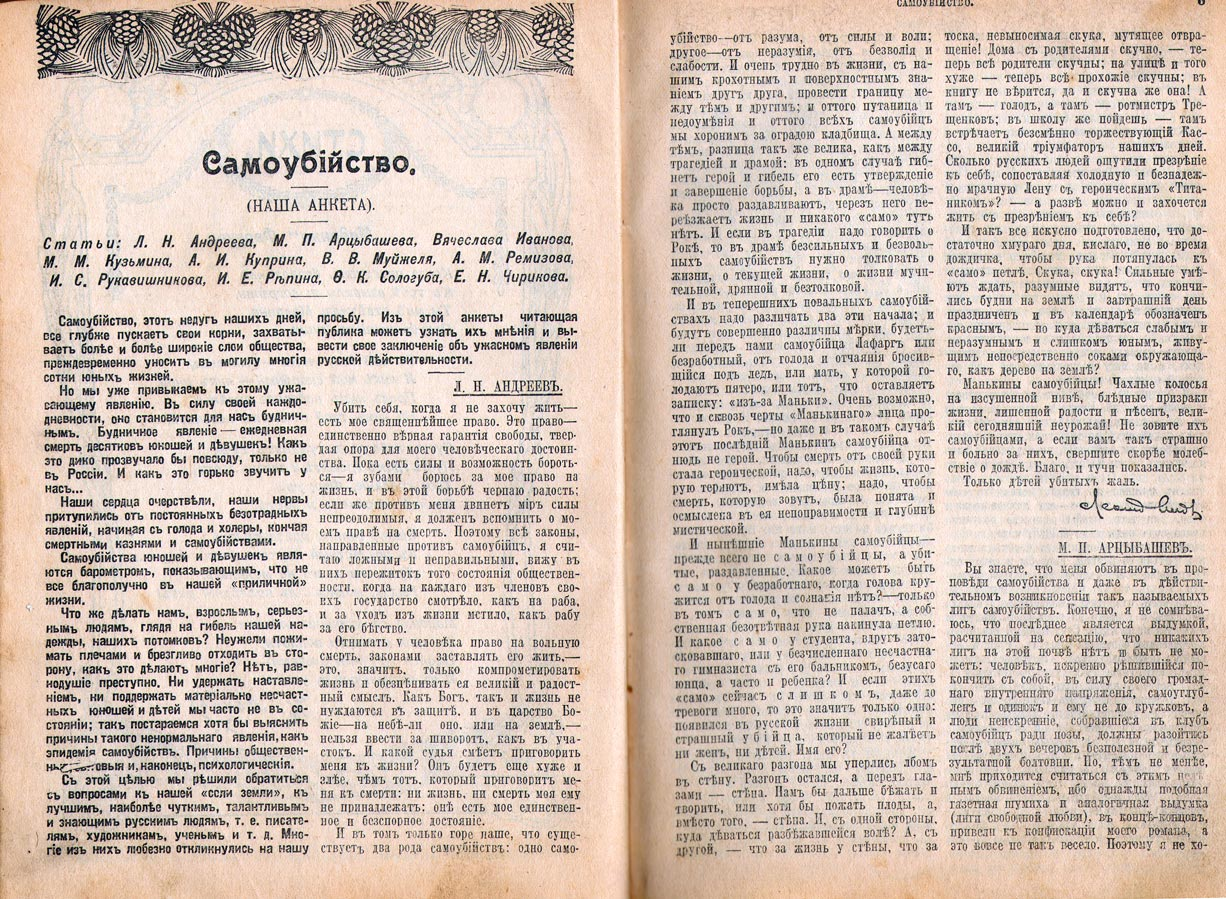
„Samobójstwo”. Felieton pisarza w gazecie „Новое слово”, 1912, czerwiec

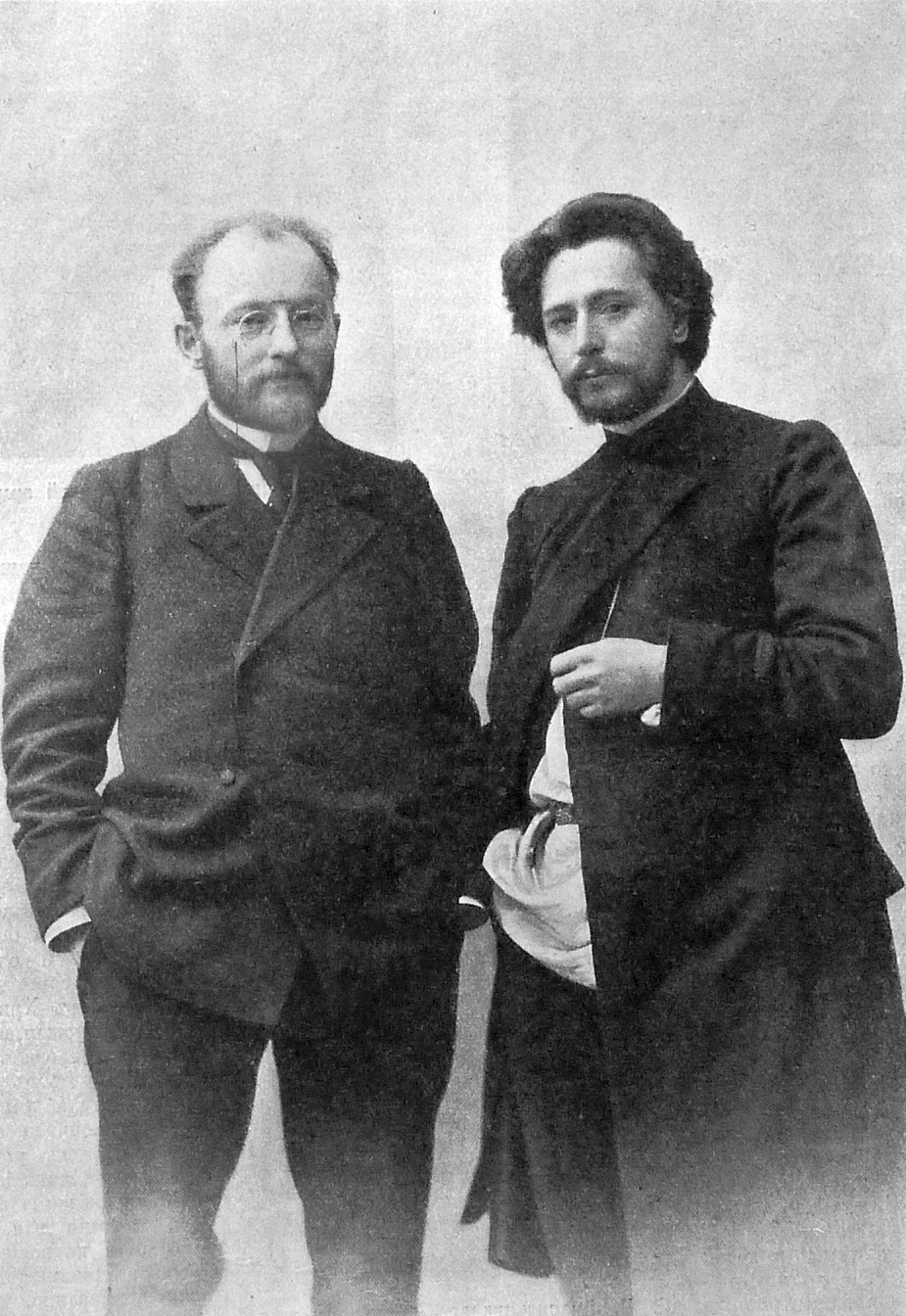
Leonid Andriejew (z prawej strony) i Wikientij Wieriesajew

Latem 1894 roku, na wakacjach w Orle, zaczyna się najcięższy i najbardziej długotrwały z przeżytych przez Andriejewa sercowych dramatów. „22 lipca 1894 roku – to drugi dzień mojego urodzenia”, – zapisał on w swoim dzienniku; lecz wzajemność była niedługa. Jego ukochana odpowiada odmową na propozycję wyjścia za niego za mąż, – i pisarz ponownie próbuje z sobą skończyć.
W 1894 roku „Andriejew próbował się zabić, strzelając do siebie z rewolweru; skutkiem niefortunnego strzału była skrucha kościelna i choroba serca, która nie była niebezpieczna, lecz uporczywa i dokuczliwa”.
Brat Leonida Andriejewa wspomina: „Byłem chłopcem, lecz i wtedy rozumiałem, czułem, jakie duże zmartwienie, jaki wielki smutek niesie on w sobie”
Była jeszcze i trzecia próba samobójstwa.
W 1895 r. do Moskwy przeprowadziła się jego owdowiała matka z 5 młodszymi braćmi i siostrami Andriejewa, zaczął się okres nędzy i włóczęgi po mieszkaniach.
Andriejew student dawał lekcje, sporządzał ogłoszenia o pracy moskiewskich muzeów dla gazety „Russkoje słowo”, skłonności do politycznej aktywności Andriejew nie przejawiał, kontakty zaś z orłowskim ziomkostwem popierał (za co dostał się pod nadzór policji). Razem z innymi „staruszkami”, przychodzącymi na powszechne konspiracyjne zebrania, wyśmiewał „reformistów”, studiujących i propagujących Marksa. „Złote spędzanie czasu”, które orłowscy „staruszkowie” przeciwstawiali politycznemu samokształceniu zostało fotograficznym podobieństwem opisane przez samego Andriejewa w sztukach „Dni naszego życia” i „Gaudeamus” („Stary student”). Postacie i wydarzenia tych dzieł prawie nie zostały wymyślone przez autora.
Czytanie zaś, w szczególności, filozoficzne, jeszcze więcej oddalało Andriejewa od wydarzeń dnia. Całe noce, według świadectwa P. N. Andriejewa, brata przyszłego pisarza, przesiadywał Leonid nad utworami Nietzschego, którego śmierć w 1900 roku przyjął prawie jak osobistą stratę.
Próby dostania się do druku wciąż się nie udawały. Zamiast tego dobrze szło mu malowanie. On „rysował na zamówienie portrety po 3 i 5 rubli za sztukę. Pogłębiwszy swe umiejętności zaczął otrzymywać za portret po 10, a nawet po 12 rubli”.
W maju 1897 roku L. Andriejew niespodzianie z powodzeniem zdał egzaminy państwowe na uniwersytecie; i, chociaż jego dyplom okazał się tylko drugiego stopnia i dawał tytuł nie „kandydata”, lecz „prawdziwego studenta”, wystarczyło to zupełnie, by rozpocząć karierę adwokacką: wkrótce zapisał się jako asystent przysięgłego pełnomocnika przy moskiewskim adwokacie J.W. Liwiensonie moskiewskiego sądowego okręgu, występował jako obrońca w sądzie do 1902 r. i odnosił się do tej działalności bardzo poważnie.
„Stykanie się z drukarskim rzemiosłem” polegało z początku na tym, że Andriejew dostarczał do „Działu informacji” gazety „Русское слово” groszowe materiały po kilka linijek: „Izba bojarów Romanowów otwarta w takich a takich dniach”...
Niespodzianie otrzymał propozycję pracy od znajomego adwokata jako sądowy reporter w gazecie „Московский вестник” do pisania reportaży „Z sądowej sali”. I po upływie kilku dni po propozycji o współpracy, Andriejew przyniósł do redakcji swoje pierwsze sądowe sprawozdanie. „Ono było napisane dobrym językiem literackim, bardzo żywo... Nie było żadnego szablonowego wstępu o tym, że wtedy-to odbywało się posiedzenie, lecz po prostu zaczynał się akt oskarżenia, przedstawiony w charakterze opowiadania” – przypominał sobie współpracownik „Московского вестника”. Łączył obronę w sądzie z anonimowym publikowaniem w czasopiśmie. W nim zaś, bardzo szybko zamkniętym „wskutek finansowego cherlactwa”, Andriejew publikował bożonarodzeniowy szkic „Co widziała kawka” i porzuca (i tak w całości nigdy nie napisaną) bajkę „Oro”.
Zdobywszy uznanie jako utalentowany reporter, dosłownie po dwóch miesiącach, 6 listopada 1897 roku, przeniósł się do nowo założonej moskiewskiej gazety – „Kurjer”.
Andriejew wkrótce zaczynał publikować w „Kurjerze” felietony, które podpisywał „James Lynch” i „L.-ew”, i opowiadania.
Kiedy później Andriejew osiągnął duży rozgłos, pewne wydawnictwa, żeby wydać chociaż cokolwiek z dzieł modnego pisarza, zaczęły przedrukowywać felietony Jamesa Lyncha.
Dla wielkanocnego numeru 1898 roku na prośbę redakcji zostało napisane „pod wpływem Dickensa”, którego Andriejew bardzo kochał, czytał ponownie „z dziesięć razy”, opowiadanie „Bergamot i Garaśka”. Ono zadecydowało o losie Andriejewa: zwrócił na niego uwagę Maksim Gorki. Młodzi pisarze zaprzyjaźnili się i razem z niektórymi innymi początkującymi pisarzami – Skitalcem, Buninem, Tieleszowem, i śpiewakiem Szalapinem – utworzyli niewielką literacko-artystyczną wspólnotę. Gorki pomógł Andriejewowi radami i czynem i wprowadził go do spółki wydawniczej „Znanije”, założonej przez grupę młodych pisarzy w celu podtrzymywania i rozwoju społeczno-realistycznych tradycji rosyjskiej literatury 19 w.
Od 1900 r. Andriejew prowadził w „Gońcu” cykl felietonów „Wrażenia” i coniedzielny reportaż „Moskwa. Drobiazgi życia”.
Uwagę dużej publiczności Andriejew zwrócił na siebie w „Życiu” z 1901 roku opowiadaniem „Byli sobie”. W tym samym roku, we wrześniu ukazał się pierwszy tom opowiadań w petersburskim wydawnictwie „Znanije” za środki A. Gorkiego, w którym znalazły się takie opowiadania jak Aniołeczek, Wielki szlem, Kłamstwo, Milczenie i Byli sobie.
Literackie debiuty Andriejewa zbiegły się w czasie z wielkimi sukcesami Maksima Gorkiego, kiedy publiczność entuzjastycznie zaczęła wierzyć w narodziny nowych talentów i żarłocznie rozkupywała wszystko, co dawało jakiekolwiek podstawy, by przypuszczać ukazanie się nowych talentów. Rzuciła się ona i na niedużą książkę Andriejewa, która w krótkim czasie rozeszła się w kilku dziesiątkach tysięcy egzemplarzy. Krytycy najróżnorodniejszych kierunków, w tym Michajłowski, odnieśli się do młodego pisarza jak do literackiego zjawiska o poważnym znaczeniu. Już w tym pierwszym zbiorze dość wyraźnie zarysował się ogólny kierunek twórczości i literacki styl.
W styczniu 1903 został członkiem ОЛРС, towarzystwa miłośników literatury rosyjskiej przy Uniwersytecie Moskiewskim.
W 1908 osiedlił się we własnym domu w fińskiej wsi Vammelsuu, bywając w Moskwie tylko przejazdami w związku z inscenizacją sztuki „Życie człowieka” w Moskiewskim Artystycznym Teatrze (1907) i sztuki „Dni naszego życia” oraz tragedii „Anatema” w MCHT (1909). W tym samym roku na znak protestu przeciwko rządowym represjom publicznie zrezygnował z brania udziału w uroczystościach z okazji odsłonięcia w Moskwie pomnika N. Gogola. Wziął udział w imprezach poświęconych pamięci A.P. Czechowa w MCHT i był na premierze swojej sztuki „Anfisa” w teatrze K. Niezłobina (1910), sztuki „Ten, którego biją po twarzy” w moskiewskim Teatrze Dramatycznym i sztuk „Gaudeamus” i „Dni naszego życia” w teatrze Korsza (1915).
W literackich zbiorach „Znanije” opublikowane zostały: nowela „Życie Wasilija Fiwiejskiego” (ks. 1, 1904); nowela „Czerwony śmiech” (ks. 3, 1905); dramaty „Do gwiazd” (ks. 10, 1906) i „Sawwa” (ks. 11, 1906) opowiadanie „Judasz Iszkariot i inne” (ks. 16, 1907).
W 1907–1910 zaczynał aktywnie współpracować z modernistycznymi almanachami wydawnictwa „Dzika róża”.
W „Dzikiej róży”: dramat „Życie człowieka” (ks. 1, 1907); opowiadanie „Mrok” (ks. 3, 1907); „Opowiadanie o siedmiu powieszonych” (ks. 5, 1908); pamflet „Moje zapiski” (ks. 6, 1908); dramat „Czarne maski” (ks. 7, 1908); sztuki „Anfisa” (ks. 11, 1909), „Jekatierina Iwanowna” (ks. 19, 1913) i „Ten, którego biją po twarzy” (ks. 24, 1916); nowelę „Jarzmo wojny. Wyznania małego człowieka o wielkich dniach” (ks. 25, 1916).
Na krótko przed rewolucją wszedł w skład redakcji gazety „Rosyjska Wola”, z którą współpracował i po rewolucji lutowej.

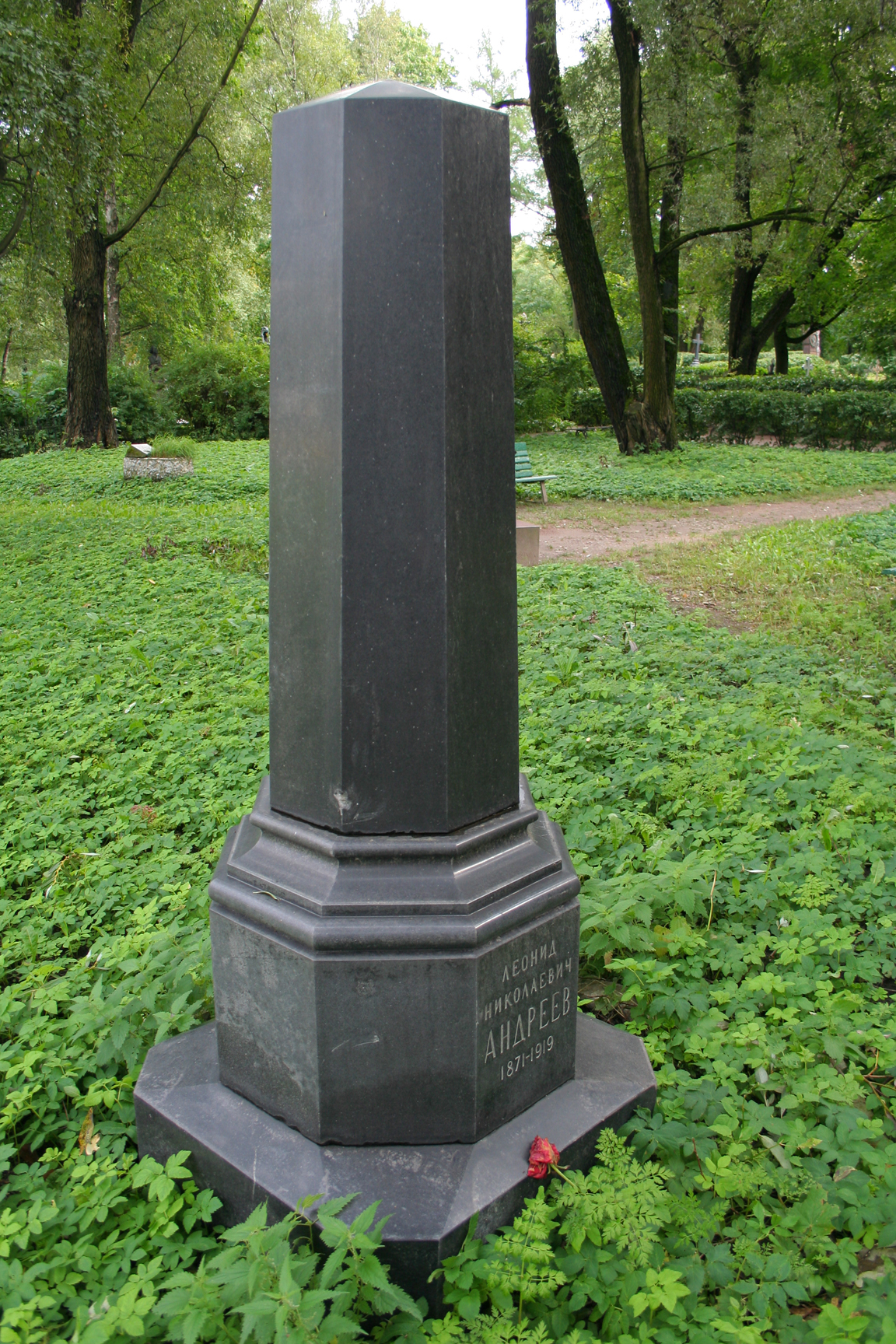
Grób Leonida Andriejewa.

Październikowej rewolucji Andriejew nie przyjął. Pisarz mieszkał w tym czasie z rodziną w willi letniskowej we wsi Mustamäki (Finlandia) i w grudniu 1917 po zdobyciu przez Finlandię niepodległości znalazł się na emigracji. Tam piórem publicysty demaskował panoszenie się komunizmu w ojczyźnie. Jego ostatni utwór, niedokończona powieść-pamflet „Pamiętnik szatana” została opublikowana w 1921.

### Śmierć
Umarł 12 września 1919; w 1956 został ponownie pochowany w Leningradzie.
Jego synowie Daniił Andriejew oraz Wadim Andriejew byli pisarzami. Danił Andriejew żył w Rosji, był autorem zwalczanym i więzionym przez komunistów. Jego zniszczone przez NKWD dzieło Roza Mira udało się odtworzyć i obecnie istnieje również w polskim tłumaczeniu. Wadim Andriejew żył najpierw na emigracji w Berlinie, a po dojściu Hitlera do władzy w Paryżu. Był poetą. Jego córka, wnuczka Leonida Olga Andrejew-Carlisle mieszka w San Fracisco i jest uznaną pisarką amerykańską.

## Dzieła
W 1951 jego prace Czerwony śmiech, Życie O. Wasyla oraz Sawa zostały wycofane z polskich bibliotek oraz objęte cenzurą.

### Powieści i nowele
- Gubernator (1905)
- Judasz Iszkariot (1907)
- Moje zapiski (1908)
- Saszka Żegulow (1911)
- Jarzmo wojny (1916)
- Dziennik Szatana (1919)

### Opowiadania
- Bergamot i Garaśka (1898)
- Z życia sztabs-kapitana Kablukowa (1898)
- Obrona (1898)
- Głuptas Alosza (1898)
- Co widziała kawka (1898)
- Pietrek na letnisku (1899)
- Aniołeczek (1899)
- Młodzież (1899)
- Wielki szlem (1899)
- U okna (1899)
- W Saburowie (1899)
- Przyjaciel (1899)
- Waluś (1899)
- Pomnik (1899)
- Przepiękne życie dla zmartwychwstałych (1900)
- W przelocie (1900)
- Święto (1900)
- Opowieść o Sergieju Pietrowiczu (1900)
- Pierwsze honorarium (1900)
- Milczenie (1900)
- W ciemną dal (1900)
- W pociągu (1900)
- Byli sobie (1901)
- Śmiech (1901)
- Prezent (1901)
- Ściana (1901)
- Kaczątko (1901)
- W piwnicy (1901)
- Dzwony na trwogę (1901)
- Wypadek (1901)
- Kłamstwo (1901)
- Chaps (1901)
- Miasto (1902)
- Myśl (1902)
- Oryginalny człowiek (1902)
- Cudzoziemiec (1902)
- We mgle (1902)
- Otchłań (1902)
- Na wiosnę (1902)
- Książka (1902)
- Czekała kradzież (1902)
- Marsylianka (1903)
- Wiosenne obietnice (1903)
- Olbrzym (1903)
- Na stacji (1903)
- Nie ma przebaczenia (1904)
- Upiory (1904)
- Czerwony śmiech (1904)
- Złodziej (1904)
- Ben-Towit (1905)
- Tak było (1905)
- Chrześcijanie (1905)
- Gubernator (1905)
- Łazarz (1906)
- Judasz Iszkariot (1907)
- Opowieść żmii (1907)
- Z opowiadania, które nigdy nie będzie skończone (1907)
- Ciemność (1907)
- Moje anegdoty (1907)
- Opowiadanie o siedmiu powieszonych (1908)
- Iwan Iwanowicz (1908)
- Przeklęte zwierzęta (1908)
- Syn człowieczy (1909)
- Diabeł na weselu (1909)
- Nieostrożność (1910)
- Dzień gniewu (1910)
- Zdeptany kwiat (1911)
- Spokój (1911)
- Ipatow (1911)
- Prawidła dobra (1911)
- Śmierć Guliwera (1911)
- On (1913)
- Lot (1914)
- On (1913)
- Gierman i Marta (1914)
- Osły (1915)
- Nocna rozmowa (1915)
- Czemodanow (1916)
- Dwa listy (1916)
- Ofiara (1916)
- Powrót (1916)
- Koniec Johna-Kaznodziei (1916)
- Trzy noce (1916)
- Zmartwychwstanie wszystkich martwych (1916)

### Sztuki
- Do gwiazd (1905)
- Sawa (Ignis sanat) (1906)
- Życie człowieka (1907)
- Car-Głód (1908)
- Czarne maski (1908)
- Anatema (1909)
- Dni naszego życia (1909)
- Anfisa (1909)
- Gaudeamus (1910)
- Ocean (1911)
- Profesor Stornicyn (1912)
- Katarzyna Iwanowna (1912)
- Nie zabijaj (1913)
- Myśl (1914)
- Król, prawo, wolność (1914)
- Samson w okowach (1914)
- Ten, którego biją po twarzy (1915)
- Requiem (1915)
- Młodość (1916)
- Satyryczne miniatury dla sceny (1917)
- Miłe upiory (1917)
- Psi Walc (1922)

## Ekranizacje dzieł
- 1916 – Ten, którego biją po twarzy (Imperium Rosyjskie)
- 1920 – Opowiadanie o siedmiu powieszonych (1924)
- 1924 – Ten, którego biją po twarzy (USA)
- 1987 – Chrześcijanie
- 1988 – Miłość do bliźniego (według opowiadań „Monument” i „Miłość do bliźniego”)
- 1990 – Oczyszczenie
- 1991 – Noc grzeszników (według opowiadania „Ciemność”)
- 2009 – Bezdeń (Rosja)